# Lamouilly
Lamouilly est une commune française située dans le département de la Meuse, en région Grand Est.

## Géographie

### Localisation
Lamouilly est située sur la rive droite de la Chiers, dans le nord du département de la Meuse, à 7 km au nord-est de Stenay, le chef-lieu de canton, et à proximité du département des Ardennes.
Le territoire de la commune est limitrophe de cinq autres communes, dont deux dans le département des Ardennes :
| Olizy-sur-Chiers | La Ferté-sur-Chiers (dans les Ardennes) | Bièvres (dans les Ardennes) |
|                  | Lamouilly                               |                             |
| Nepvant          |                                         | Brouennes                   |

### Hydrographie
La commune est dans le bassin versant de la Meuse au sein du bassin Rhin-Meuse. Elle est drainée par la Chiers et le ruisseau de Bievre,.
La Chiers, d'une longueur de 127 km, prend sa source dans la commune de Mont-Saint-Martin et se jette  dans la Meuse à Remilly-Aillicourt, après avoir traversé 46 communes. 

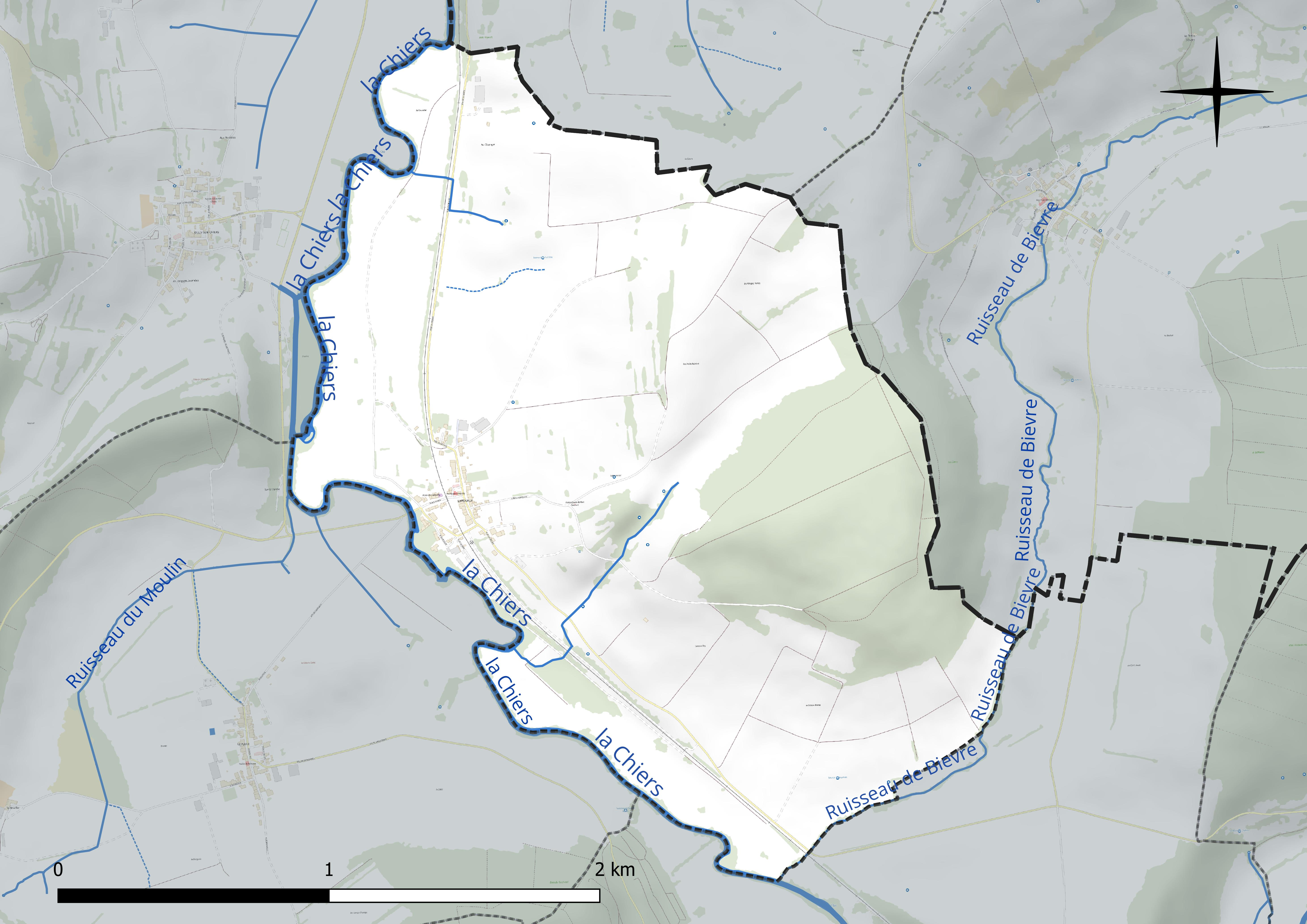
Réseau hydrographique de Lamouilly.

### Climat
Pour des articles plus généraux, voir Climat du Grand Est et Climat de la Meuse.
En 2010, le climat de la commune est de type climat de montagne, selon une étude du Centre national de la recherche scientifique s'appuyant sur une série de données couvrant la période 1971-2000. En 2020, Météo-France publie une typologie des climats de la France métropolitaine dans laquelle la commune est exposée à un climat océanique altéré et est dans la région climatique  Lorraine, plateau de Langres, Morvan, caractérisée par un hiver rude (1,5 °C), des vents modérés et des brouillards fréquents en automne et hiver. 
Pour la période 1971-2000, la température annuelle moyenne est de 9,6 °C, avec une amplitude thermique annuelle de 15,9 °C. Le cumul annuel moyen de précipitations est de 966 mm, avec 13,9 jours de précipitations en janvier et 9,6 jours en juillet. Pour la période 1991-2020, la température moyenne annuelle observée sur la station météorologique de Météo-France la plus proche, « Linay », sur la commune de Linay à 8 km à vol d'oiseau, est de 10,4 °C et le cumul annuel moyen de précipitations est de 969,0 mm. 
La température maximale relevée sur cette station est de 42 °C, atteinte le 25 juillet 2019 ; la température minimale est de −24 °C, atteinte le 9 janvier 1985,,. 
Les paramètres climatiques de la commune ont été estimés pour le milieu du siècle (2041-2070) selon différents scénarios d'émission de gaz à effet de serre à partir des nouvelles projections climatiques de référence DRIAS-2020. Ils sont consultables sur un site dédié publié par Météo-France en novembre 2022.

## Urbanisme

### Typologie
Au 1er janvier 2024, Lamouilly est catégorisée commune rurale à habitat dispersé, selon la nouvelle grille communale de densité à sept niveaux définie par l'Insee en 2022.
Elle est située hors unité urbaine et hors attraction des villes,.

### Occupation des sols
L'occupation des sols de la commune, telle qu'elle ressort de la base de données européenne d’occupation biophysique des sols Corine Land Cover (CLC), est marquée par l'importance des territoires agricoles (84,2 % en 2018), une proportion identique à celle de 1990 (84,2 %). La répartition détaillée en 2018 est la suivante : 
prairies (48,6 %), terres arables (27,1 %), forêts (15,8 %), zones agricoles hétérogènes (8,5 %). L'évolution de l’occupation des sols de la commune et de ses infrastructures peut être observée sur les différentes représentations cartographiques du territoire : la carte de Cassini (XVIIIe siècle), la carte d'état-major (1820-1866) et les cartes ou photos aériennes de l'IGN pour la période actuelle (1950 à aujourd'hui).

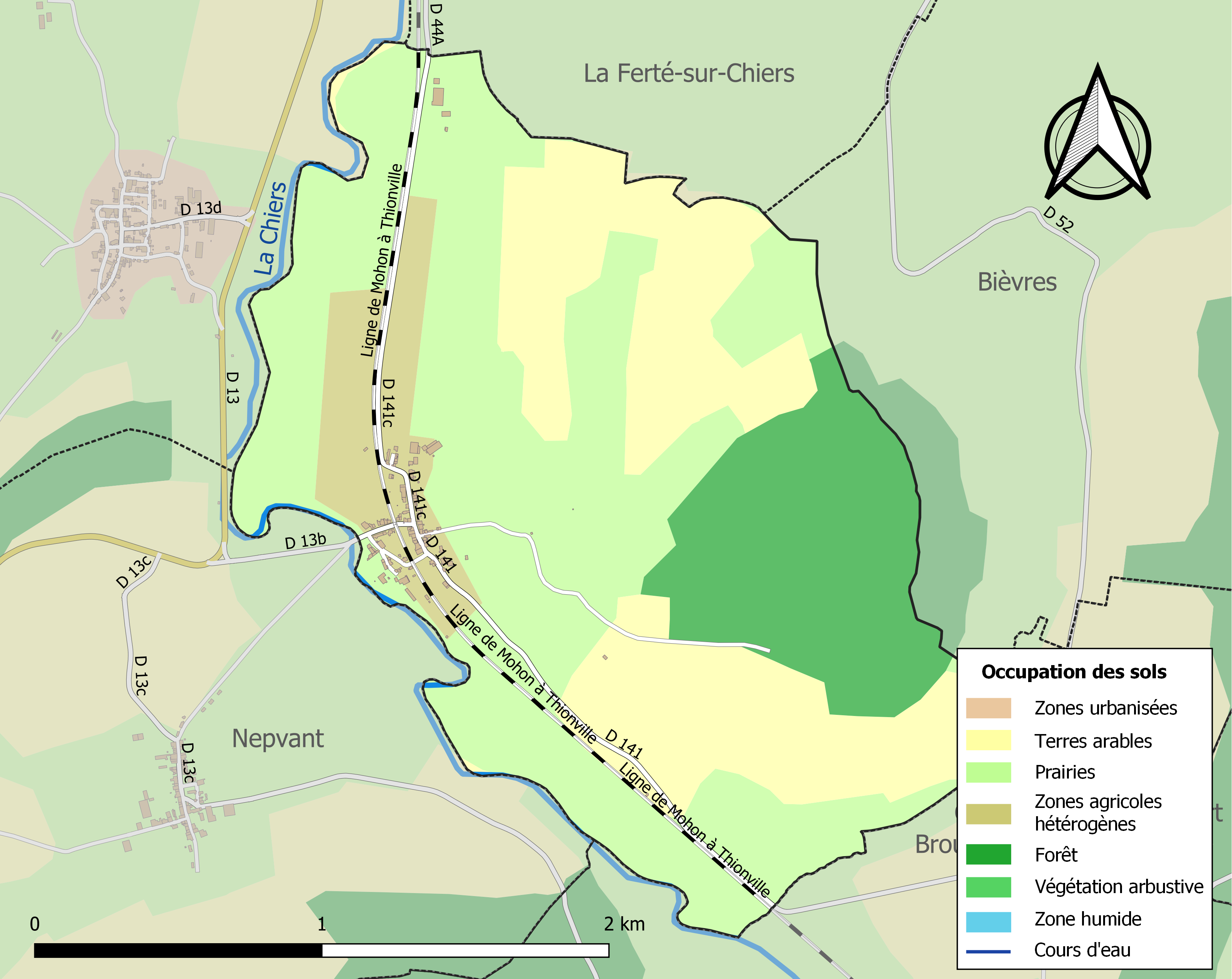
Carte des infrastructures et de l'occupation des sols de la commune en 2018 (CLC).

## Toponymie
le nom de la localité est attesté sous les formes Lamuley en 955 ; Lamulier en 1157 ; La Moillei en 1240 ; Moulye en 1284 ; La Moly en 1656 ; Lamily en 1700 ;
La Mouilly (1793) ; Lamouilly en 1801 et 1872,.
Peut-être d’un nom de personne hypothétique *Lamnulius, fondé sur le radical latin attesté lamnula « petite lame », suivi du suffixe -acum, d'origine gauloise et qui désigne un lieu ou une propriété. Albert Dauzat avait identifié un nom d'homme gallo-romain *Lamulius, basé sur l'anthroponyme gaulois Lamus bien attesté.
Remarque : Xavier Delamarre évoque le nom commun gaulois (celtique) lama auquel, après d'autres, il donne le sens de « main ». Il est identique au vieil irlandais lám et proche du gallois llaw, vieux cornique lof et vieux breton lom « main », tous d'un proto-celtique *lāmā. Cet élément est présent dans quelques noms de personnes attestés, par exemple : Corolamus, Lamatutus, Lamauerus, etc.

## Histoire
Avant 1790, Lamouilly faisait partie du Luxembourg français, dans le bailliage de Stenay puis dans celui de Montmédy.
Était rattaché au diocèse de Trèves (archid. de Longuyon et doy. de Juvigny).

## Politique et administration
| Période                                  | Période   | Identité        | Étiquette | Qualité |
| ---------------------------------------- | --------- | --------------- | --------- | ------- |
| Les données manquantes sont à compléter. |           |                 |           |         |
| avant 1981                               | ?         | Maurice Rozet   |           |         |
| mars 2001                                | mars 2008 | Denis Dagas     |           |         |
| mars 2008                                | mai 2020  | Jean-Louis Cros |           |         |
| mai 2020                                 | En cours  | Nelly Aubry     |           |         |

## Population et société

### Démographie

#### Évolution démographique
L'évolution du nombre d'habitants est connue à travers les recensements de la population effectués dans la commune depuis 1793. Pour les communes de moins de 10 000 habitants, une enquête de recensement portant sur toute la population est réalisée tous les cinq ans, les populations de référence des années intermédiaires étant quant à elles estimées par interpolation ou extrapolation. Pour la commune, le premier recensement exhaustif entrant dans le cadre du nouveau dispositif a été réalisé en 2005.

En 2022, la commune comptait 84 habitants, en évolution de −8,7 % par rapport à 2016 (Meuse : −4,4 %, France hors Mayotte : +2,11 %).
| 1793 | 1800 | 1806 | 1821 | 1831 | 1836 | 1841 | 1846 | 1851 |
| ---- | ---- | ---- | ---- | ---- | ---- | ---- | ---- | ---- |
| 273  | 275  | 236  | 226  | 306  | 303  | 301  | 268  | 274  |

| 1856 | 1861 | 1866 | 1872 | 1876 | 1881 | 1886 | 1891 | 1896 |
| ---- | ---- | ---- | ---- | ---- | ---- | ---- | ---- | ---- |
| 260  | 300  | 295  | 280  | 288  | 256  | 259  | 235  | 244  |

| 1901 | 1906 | 1911 | 1921 | 1926 | 1931 | 1936 | 1946 | 1954 |
| ---- | ---- | ---- | ---- | ---- | ---- | ---- | ---- | ---- |
| 245  | 270  | 260  | 223  | 227  | 213  | 204  | 136  | 154  |

| 1962 | 1968 | 1975 | 1982 | 1990 | 1999 | 2005 | 2006 | 2010 |
| ---- | ---- | ---- | ---- | ---- | ---- | ---- | ---- | ---- |
| 192  | 175  | 150  | 119  | 109  | 97   | 84   | 82   | 105  |

| 2015 | 2020 | 2022 | - | - | - | - | - | - |
| ---- | ---- | ---- | - | - | - | - | - | - |
| 94   | 85   | 84   | - | - | - | - | - | - |

#### Pyramide des âges
En 2018, le taux de personnes d'un âge inférieur à 30 ans s'élève à 32,9 %, soit au-dessus de la moyenne départementale (32,4 %). À l'inverse, le taux de personnes d'âge supérieur à 60 ans est de 31,8 % la même année, alors qu'il est de 29,6 % au niveau départemental.
En 2018, la commune comptait 43 hommes pour 46 femmes, soit un taux de 51,69 % de femmes, légèrement supérieur au taux départemental (50,49 %).
Les pyramides des âges de la commune et du département s'établissent comme suit.
| Hommes | Classe d’âge | Femmes |
| ------ | ------------ | ------ |
| 0,0    | 90 ou +      | 2,3    |
| 7,3    | 75-89 ans    | 9,1    |
| 22,0   | 60-74 ans    | 22,7   |
| 17,1   | 45-59 ans    | 15,9   |
| 17,1   | 30-44 ans    | 20,5   |
| 19,5   | 15-29 ans    | 9,1    |
| 17,1   | 0-14 ans     | 20,5   |

| Hommes | Classe d’âge | Femmes |
| ------ | ------------ | ------ |
| 0,8    | 90 ou +      | 2,2    |
| 7,6    | 75-89 ans    | 11     |
| 20,2   | 60-74 ans    | 20,5   |
| 20,6   | 45-59 ans    | 20     |
| 17,4   | 30-44 ans    | 16,8   |
| 16,7   | 15-29 ans    | 13,6   |
| 16,8   | 0-14 ans     | 15,8   |

## Culture locale et patrimoine

### Lieux et monuments

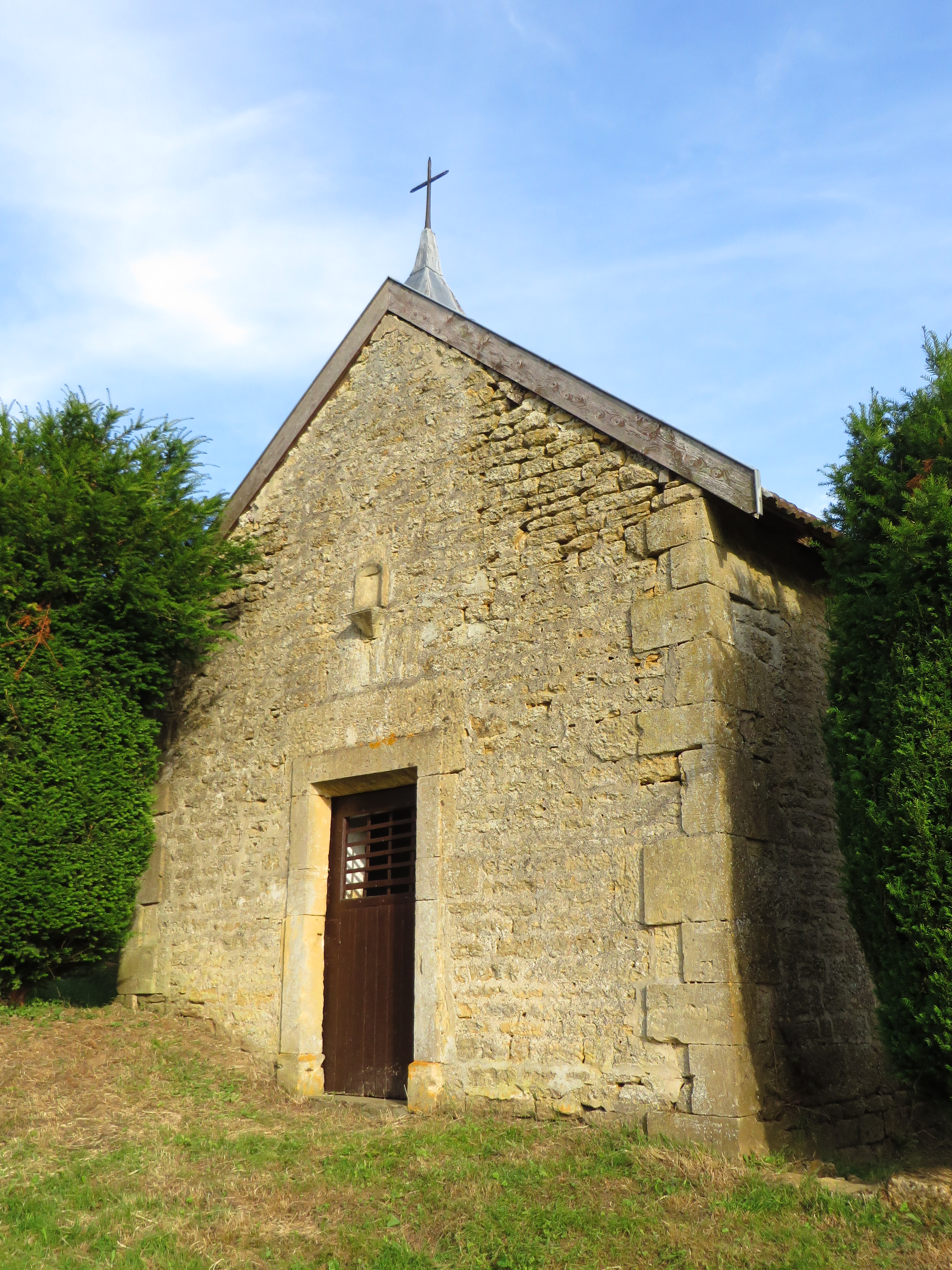
Chapelle Notre-Dame-de-Bon-Secours.

- Église Saint-Martin et Saint-Walfroy du XVIe siècle.
- Chapelle Notre-Dame-de-Bon-Secours.

### Héraldique, logotype et devise
| Blason de Lamouilly | Blason  | Écartelé en sautoir: au 1er d'azur à la colombe en vol d'argent portant un rameau d'olivier d'or, au 2e d'argent à la tête de lion de sable couronnée d'or, au 3e d'argent chargé d'un manteau de centurion de gueules et à l'épée d'or abaissée,brochant, au 4e d'azur à deux haches d'or, emmanchées d'argent, passées en sautoir. |
| Blason de Lamouilly | Détails | - La tête de lion et la couronne d'or rappellent que Lamouilly fut rattaché à Montmédy, chef-lieu d'un bailliage du Luxembourg français créé en 1659, au traité des Pyrénées. A cette occasion, LOUIS XIV octroya un "écusson d'or chargé d'un lion de sable et timbré d'une couronne d'or" dans les armes de Montmédy chargées, par ailleurs, d'une "ville fortifiée". - Le manteau de centurion romain est celui de Saint Martin auquel est vouée l'église consacrée en 1767 dont la tour est du XVIe siècle. L'épée est celle avec laquelle Saint-Martin coupa son manteau de centurion romain en deux pour en donner moitié à un pauvre dénudé. - La colombe portant un rameau d'olivier est bien entendu la colombe de la paix, elle évoque Saint Walfroy (Walfroy est dérivé des racines germaines wald (qui gouverne) et frid (paix). Walfroy (o 565 + 595) évangélisa les habitants de la contrée qui adoraient Diane dont une statue dominait une colline située maintenant dans le département des Ardennes mais proche de Lamouilly.Saint Walfroy créa un monastère sur ce sommet qui devint un lieu de pèlerinage où subsiste une chapelle et un beau point de vue sur la Meuse et les Ardennes. - Les deux haches illustrent la scierie et la fabrique de manches d'outils qui ont fonctionné naguère dans le village. Création Robert-André Louis et Dominique Lacorde, membres du Comité Lorrain d’Héraldique. Adoptée le 07 avril 2021. |